# میناگون‌ها
میناگون‌ها (نام علمی: Manorina) نام یک سرده از تیره عسل‌خوار است.